# Vatica badiifolia
Espèce
Classification phylogénétique
Statut de conservation UICN

 VU  : Vulnérable
 Vatica badiifolia est une espèce de plantes à fleurs de la famille des Dipterocarpaceae. C'est un arbre sempervirent endémique de Bornéo.

## Répartition
Endémique aux forêts mixtes de diptérocarpes du Brunei Darussalam et du Sarawak.

## Préservation
L'espèce est menacée par la déforestation et l'exploitation forestière. Elle est protégée dans des réserves forestières.